# Copa Mundial de Rugby League de 1957
La Copa Mundial de Rugby League de 1957 fue la segunda edición de la Copa del Mundo de Rugby League.

## Equipos
- Australia
- Francia
- Gran Bretaña
- Nueva Zelanda

## Fase de grupos
| Equipo        | Encuentros | Encuentros | Encuentros | Encuentros | Tantos  | Tantos    | Tantos     | Puntos |
| Equipo        | jugados    | ganados    | empatados  | perdidos   | a favor | en contra | diferencia | Puntos |
| ------------- | ---------- | ---------- | ---------- | ---------- | ------- | --------- | ---------- | ------ |
| Australia     | 3          | 3          | 0          | 0          | 82      | 20        | +62        | 6      |
| Gran Bretaña  | 3          | 1          | 0          | 2          | 50      | 65        | −15        | 2      |
| Nueva Zelanda | 3          | 1          | 0          | 2          | 44      | 60        | −16        | 2      |
| Francia       | 3          | 1          | 0          | 2          | 28      | 59        | −31        | 2      |

Nota: Se otorgan 2 puntos al equipo que gane un partido, 1 al que empate y 0 al que pierda.
|  | Campeón |

### Resultados
| 15 de junio | Australia | 25 - 5 | Nueva Zelanda |  |  |

| 15 de junio | Francia | 5 - 23 | Gran Bretaña |  |  |

| 17 de junio | Australia | 31 - 6 | Gran Bretaña |  |  |

| 17 de junio | Francia | 14 - 10 | Nueva Zelanda |  |  |

| 22 de junio | Australia | 26 - 9 | Francia |  |  |

| 25 de junio | Gran Bretaña | 21 - 29 | Nueva Zelanda |  |  |

| Bandera de Australia |
| Campeón Australia    |
| Primer título        |